# 35461 Мацукато
35461 Мацукато (35461 Mazzucato) — астероїд головного поясу, відкритий 26 лютого 1998 року.
Тіссеранів параметр щодо Юпітера — 3,478.